# Giovanni Navarru
Giovanni Navarru (Ozieri, 24 maggio 1920 – Sassari, 28 marzo 2014) è stato un economista italiano.
Dottore Agronomo, premio Nazionale dell'Accademia dei lincei per l'economia. Altri premi egli ricevette dall’Accademia agraria di Pesaro – per il volume La meccanizzazione agricola della Sardegna – e dall’Ente Fiera di Foggia.

## Biografia
Il padre Angelino era figlio di Baingia Serra, sorella di Bartolomeo, poeta in lingua sarda fra i più apprezzati. Anche il padre aveva coltivato la passione per la poesia nella lingua nativa. Sua moglie Maria Antonietta, che conseguì la laurea in giurisprudenza col massimo dei voti, preferì perfezionarsi in lingua e letteratura francese.
Giovanni Navarru si era iscritto alla Facoltà di Agraria dell’Università di Perugia e si era laureato in due anni e pochi mesi.
Giovanissimo, aveva diretto la Scuola di avviamento professionale di Osilo, in sostituzione del dottor Alivesi, richiamato alle armi; aveva poi cominciato a lavorare come assistente volontario all’istituto di Estimo ed Economia agraria, di cui era titolare Enzo Pampaloni, proveniente da Firenze, autore dei pregevoli volumi L’economia agraria della Sardegna e Pianificazione agricola, contribuendo alla realizzazione della nascente Facoltà di Agraria dell’Università di Sassari.
Navarru era convinto che emergere nel ambito accademico l’onestà intellettuale e morale, l’impegno, sacrifici e merito dovessero prevalere rispetto alle logiche dell’imperante, sbracata lottizzazione partitica. In ogni caso i tentativi della Commissione giudicatrice del concorso, tendenti a sminuire ed a screditare la validità scientifica degli scritti di Navarru, furono clamorosamente smentiti da un premio nazionale per lo studio dell’economia agraria che, in seguito, gli fu assegnato dall’Accademia dei Lincei. Fu lo stesso presidente della Repubblica, Sandro Pertini, a consegnare il premio personalmente.
Giovanni intraprese molti viaggi che influenzarono il suo lavoro e arricchirono la sua esperienza culturale: Thailandia, Grecia, Turchia, Mosca, San Pietroburgo, Egitto, Terra Santa, Spagna e Portogallo.

## Opere
- La Lotta alla Proprietà Fondiaria (Sassari, Chiarella, 1972) [opac SBN] [Testo a stampa] [Monografia] [IT\ICCU\IEI\0084345]
- L'economia Agraria della Provincia di Sassari (Sassari, Gallizzi, 1977) [opac SBN] [Testo a stampa] [Monografia] [IT\ICCU\SBL\0055145]
- Normativa Contrattuale e Recessione Agricola (Sassari, Chiarella, 1980) [opac SBN] [Testo a stampa] [Monografia] [IT\ICCU\SBL\0300983]
- La Meccanizzazione Agricola in Sardegna (Sassari, Gallizzi, 1986) [opac SBN] [Testo a stampa] [Monografia] [IT\ICCU\CAG\0026460]
- Le Strutture Agricole della Sardegna nel Quadro dell'Integrazione Europea (Sassari, TAS,1989) [opac SBN] [Testo a stampa] [Monografia] [IT\ICCU\CAG\0027354]
- Sardegna: Zona Agricola Svantaggiata (Sassari, Poddighe, 2000) [opac SBN] [Testo a stampa] [Monografia] [IT\ICCU\CAG\1353396]
- Le Rivelazioni Contabili di Aziende Agrarie della Sardegna Elaborate con rete Cee (Sassari, Gallizzi, 1974) [opac SBN] [Testo a stampa] [Monografia] [IT\ICCU\CAG\0043970]
- Sardegna Agricola e Pastorale (Muros, Stampacolor, 2005) [opac SBN] [Testo a stampa] [Monografia] [IT\ICCU\CAG\1052476]
- Sulle Ali dei Ricordi (Muros, Nuova stampa color, 2013) [opac SBN] [Testo a stampa] [Monografia] [IT\ICCU\CAG\2019552]